# Superammasso dei Pesci-Ariete
Il Superammasso dei Pesci-Ariete (SCl 030) è un superammasso di galassie situato nelle costellazioni dei Pesci e dell'Ariete alla distanza di 190 milioni di parsec dalla Terra (circa 620 milioni di anni luce).
Si stima un'ampiezza di circa 62 milioni di parsec.
Tra i componenti del superammasso troviamo gli ammassi di galassie Abell 150, Abell 154, Abell 158, Abell 171, Abell 225, Abell 257, Abell 292 e Abell 311.